# Benno Wundshammer
Benno Wundshammer (Pseudonym: Heinrich Benedikt; * 11. April 1913 in Köln; † Oktober 1986 in Rottach-Egern) war ein deutscher Journalist und Pressefotograf.

## Leben
Wundshammer absolvierte von 1933 bis 1936 eine Lehre als Chemigraph und Tiefdruckphotograph in Köln. Er arbeitete als Journalist (u. a. bei Weltbild), als Sportreporter, Kriegsberichter und Journalist (z. B. Pinguin, Ruf, Bild, Revue). Ab 1937 war er als Reporter des Reichssportbundes in Berlin tätig.
Als Angehöriger einer Propagandakompanie der Luftwaffe war er während des Zweiten Weltkriegs neben Hilmar Pabel, Hanns Hubmann oder Alfred Tritschler einer der wichtigsten und bekanntesten Bildberichter und Reporter im Dienste des nationalsozialistischen Regimes. Von 1942 bis 1945 gehörte er der Schriftleitung (Redaktion) der NS-Auslandspropagandaillustrierten Signal an.
Nach dem Krieg konnte er seine Karriere als Reporter der Zeitschrift Quick und Chefredakteur des Prominentenheftes Revue (bis 1952) fortsetzen. Mit seinen Aufnahmen von Nachkriegsprominenz wie Konrad Adenauer, Franz Josef Strauß, Romy Schneider oder Arndt von Bohlen und Halbach prägte er die bundesdeutsche Pressefotografie wesentlich mit. Daneben arbeitete er als Modefotograf und beschäftigte sich früh mit den Möglichkeiten der Farbfotografie. Ein großer Teil seines fotografischen Nachlasses befindet sich im Besitz des Bildarchivs Preußischer Kulturbesitz in Berlin.
Die Ausstellung „Propagandafotograf im Zweiten Weltkrieg: Benno Wundshammer“ (November 2014–Februar 2015) im Deutsch-Russischen Museum in Berlin-Karlshorst zeigte sein Lebenswerk im Kontext der Zeitgeschichte. Der Ausstellungskatalog mit Beispielen von Wundshammers Fotoreportagen seit den frühen 1930er Jahren analysiert exemplarisch die Arbeitsweise eines deutschen Kriegsberichterstatters.

## Werke
- Die Aufgaben der Bildberichterstattung im Luftkrieg. In: Karl Weiss (Hrsg.): Das Gesicht des Krieges (= Deutsches Kamera-Almanach. Ausgabe 31). Berlin 1941, DNB 363603441, S. 20–21.
- Flieger, Ritter, Helden – mit dem Haifischgeschwader in Frankreich und andere Kampfberichte. Gütersloh 1941.
- Leutnant Kamp. Erlebnisse eines Kampffliegers. Gütersloh 1941.
- Bomben auf Britenschiffe. Wolfenbüttel 1942.
- Feuer am Olymp. Gütersloh 1944.
- Deutsche Chronik 1954. Hrsg. von Wilhelm Schlösser. Stuttgart 1955.
- Der kleine Hengst. Bei Deutschlands letzten Wildpferden. Gütersloh/München 1972.
- mit Hans-Jürgen Hansen: Windjammerparade. Frankfurt a. M. 1972.
- Knaurs Neues Fotobuch. Vom Anfänger zum Profi. München/Stuttgart 1975.
- Auf den Spuren des Odysseus. Segelschiffreisen in der Antike auf der Suche nach den Schauplätzen und Ereignissen von Homers „Odyssee“. Gütersloh 1982.